# Plagiolepis
Plagiolepis es un género de insecto de la familia Formicidae. Se distribuye por zonas templadas y tropicales del Viejo Mundo.

## Especies
Se reconocen las siguientes:
| - Plagiolepis abyssinica Forel, 1894 - Plagiolepis adynata Bolton, 1995 - Plagiolepis alluaudi Emery, 1894 - Plagiolepis ampeloni (Faber, 1969) - Plagiolepis ancyrensis Santschi, 1920 - Plagiolepis arnoldii Dlussky, Soyunov & Zabelin, 1990 - Plagiolepis augusti Emery, 1921 - Plagiolepis balestrierii Menozzi, 1939 - †Plagiolepis balticus Dlussky, 1997 - Plagiolepis bicolor Forel, 1901 - Plagiolepis boltoni Sharaf, Aldawood & Taylor, 2011 - Plagiolepis breviscapa Collingwood & Van Harten, 2005 - Plagiolepis brunni Mayr, 1895 - Plagiolepis calva Radchenko, 1996 - Plagiolepis capensis Mayr, 1865 - Plagiolepis cardiocarenis Chang & He, 2002 - Plagiolepis chirindensis Arnold, 1949 - Plagiolepis clarki Wheeler, 1934 - Plagiolepis compressa Radchenko, 1996 - Plagiolepis decora Santschi, 1914 - Plagiolepis delaugerrei Casevitz-Weulersse, 2014 - Plagiolepis demangei Santschi, 1920 - Plagiolepis deweti Forel, 1904 - Plagiolepis dichroa Forel, 1902 - Plagiolepis dlusskyi Radchenko, 1996 - Plagiolepis exigua Forel, 1894 - Plagiolepis flavescens Collingwood, 1976 - Plagiolepis funicularis Santschi, 1919 - Plagiolepis fuscula Emery, 1895 - Plagiolepis grassei Le Masne, 1956 - Plagiolepis hoggarensis Bernard, 1981 - Plagiolepis intermedia Emery, 1895 - Plagiolepis jerdonii Forel, 1894 - Plagiolepis jouberti Forel, 1910 - Plagiolepis juddi Sharaf, Aldawood & Taylor, 2011 - Plagiolepis karawajewi Radchenko, 1989 - †Plagiolepis klinsmanni Mayr, 1868 - †Plagiolepis kuenowi Mayr, 1868 - †Plagiolepis labilis Emery, 1891 - Plagiolepis livingstonei Santschi, 1926 - Plagiolepis longwang Terayama, 2009 - Plagiolepis lucidula Wheeler, 1934 - Plagiolepis madecassa Forel, 1892 - Plagiolepis mediorufa Forel, 1916 - †Plagiolepis minutissima Dlussky & Perkovsky, 2002 - Plagiolepis moelleri Bingham, 1903 - Plagiolepis montivaga Arnold, 1958 - Plagiolepis nitida Karavaiev, 1935 - Plagiolepis nynganensis McAreavey, 1949 - Plagiolepis pallescens Forel, 1889 - †Plagiolepis paradoxa Dlussky, 2010 - Plagiolepis pictipes Santschi, 1914 - Plagiolepis pissina Roger, 1863 - Plagiolepis pontii Menozzi, 1939 - Plagiolepis puncta Forel, 1910 - Plagiolepis pygmaea (Latreille, 1798) - Plagiolepis regis Karavaiev, 1931 - Plagiolepis rogeri Forel, 1894 - Plagiolepis schmitzii Forel, 1895 - Plagiolepis simoni Emery, 1921 - †Plagiolepis singularis Mayr, 1868 - †Plagiolepis solitaria Mayr, 1868 - †Plagiolepis squamifera Mayr, 1868 - Plagiolepis squamulosa Wheeler, 1934 - †Plagiolepis succini André, 1895 - Plagiolepis sudanica Weber, 1943 - Plagiolepis taurica Santschi, 1920 - Plagiolepis vanderkelleni Forel, 1901 - Plagiolepis vindobonensis Lomnicki, 1925 - Plagiolepis vladileni Radchenko, 1996 - †Plagiolepis wheeleri Dlussky, 2010 - Plagiolepis wilsoni (Clark, 1934) - Plagiolepis xene Stärcke, 1936 |